# Gentlemän och spelare
Gentlemän och spelare (originaltiteln Gentleman & Players) är en roman av Joanne Harris, som utkom år 2005, och i svensk översättning år 2006. Den har hyllats av kritiker.